# Shutout
V moštvenih športih izraz shutout pomeni tekmo, v kateri eno moštvo drugemu prepreči, da bi zadelo. Izraz prihaja iz ameriške angleščine. Medtem ko so shutouti mogoči v večini pomembnejših ameriških športov, pa so skrajno nemogoči v nekaterih športih, npr. košarki.
Shutouti so običajno posledica učinkovite igre v obrambi, čeprav gre kriviti tudi šibek nasprotnikov napad. Nekateri športi v statistikah shutoute pripisujejo posameznim igralcem, določneje vratarjem in začetnim lovilcem. 

## Hokej na ledu
V hokeju na ledu se shutout pripiše moštvu, katerega vratar je uspešno obranil vse strele nasprotne ekipe in je igral celotno tekmo. Trenutni nosilec rekorda za največ shutoutov v rednem delu sezone lige NHL je Martin Brodeur s 123 shutouti. Moštveni rekord za največ tekem brez prejetega gola v modernem hokeju na ledu nosi moštvo Columbus Blue Jackets, ki je vknjižilo 16 shutoutov med sezono 2006/07.

## Nogomet
V nogometu v Veliki Britaniji se shutout pripiše celotnemu moštvu, obrambi ali le vratarju, ko igrajo celotno tekmo in ne prejmejo zadetka. 
Izraz se je prvič pojavil v 30. letih. Izraz "clean sheet" (»prazen list«), ki se uporablja v angleščini, prihaja od komentatorjev tekem, ki so uporabljali liste papirja za popisovanje različnih dogodkov med tekmo. Če moštvo ni prejelo zadetka, je list papirja ali vsaj del papirja, kamor bi komentator vpisoval tovrstno statistiko, ostal prazen. Odtod je nastal izraz »prazen list« oziroma »clean sheet«. Sam izraz »prazen list« se v slovenščini skrajno redko uporablja. 
Ker v nogometu na tekmi običajno pade nizko število zadetkov, ni nič nenavadnega, če katera ekipa ne zadene gola ali če celo obe moštvi ne zadeneta gola in se tekma konča z rezultatom 0-0. Tako se izraz »clean sheet« uporablja predvsem v primerih, ko v obrambi disciplinirano moštvo večkrat zaporedoma ohrani svojo mrežo nedotaknjeno. V nekaterih nogometnih ligah vratarju z največ »clean sheet« v sezoni pripada posebna nagrada, prav tako pa dobro zviša njegovo vrednost na trgu. 

## Ragbi
Shutouti v klasičnem ragbiju ali njegovi podzvrsti rugby league niso pogosti, a se dogajajo. 
V evropskem ragbiju se izraz »shutout« ne uporablja pogosto in se zato izraz ne nanaša na evropski ragbi. Za odsotnost zadetka s strani enega moštva se namesto shutouta ne uporablja noben drug specifičen izraz. 
V splošnem ima v obrambi disciplinirano moštvo, kot tudi vedenjsko uravnoteženo moštvo (ki po nepotrebnem ne zapravlja strelov), dosti možnosti, da ne prejme zadetka. Kljub temu se shutout običajno pripeti, ko je eden od nasprotnikov za razred boljši. Primera sta tekmi Škotska - Španija 48-0 in Avstralija - Namibija 142-0. 